# Heinz Loquai
Heinz Rudolf Loquai (* 19. November 1938 in Komotau; † 21. Februar 2016) war ein deutscher Brigadegeneral der Luftwaffe der Bundeswehr.

## Leben
Loquai erlernte den Beruf des Industriekaufmanns. Im Juli 1959 trat er in die Bundeswehr ein, durchlief die Ausbildung zum Fernmeldeoffizier der Luftwaffe und war bis 1968 in diesem Bereich eingesetzt. 1966 holte er sein Abitur an einem Abendgymnasium in Karlsruhe nach. Von 1968 bis 1973 studierte er Volkswirtschaftslehre und Soziologie an der Universität zu Köln.
Von 1973 bis 1975 absolvierte er den 18. Generalstabslehrgang Luftwaffe an der Führungsakademie der Bundeswehr in Hamburg, wo er zum Offizier im Generalstabsdienst ausgebildet wurde. Anschließend wurde an der Führungsakademie als Dozent für Betriebs- und Organisationswissenschaften verwendet. 1980 promovierte er an der Universität Hamburg und war von 1980 bis 1982 Referent für Operative Grundlagen im Bundesministerium der Verteidigung in Bonn. Von 1982 bis 1985 war er Persönlicher Referent von Staatssekretär Hans Rühle. 1986 besuchte er das NATO Defense College in Rom und war von 1986 bis 1989 Referatsleiter für Nuklearpolitik bei der Deutschen Botschaft Brüssel. Von 1989 bis 1991 war er stellvertretender Kommandeur und Chef des Stabes des Luftwaffenführungsdienstkommandos in Köln.
Von 1991 bis 1994 führte Loquai das Zentrum für Verifikationsaufgaben der Bundeswehr in Geilenkirchen, wo er am 6. Mai 1992 zum Brigadegeneral befördert wurde. Ab 1995 war er Leiter des Anteils des Bundesministeriums der Verteidigung an der Ständigen Vertretung der Bundesrepublik Deutschland bei der OSZE (Organisation für Sicherheit und Zusammenarbeit in Europa). Mit Ablauf des März 1999 wurde er in den Ruhestand versetzt.

## Privates
Loquai war katholisch, verheiratet und hatte drei Töchter. Er verstarb 2016 nach langer Krankheit.

## Auszeichnungen
- Ehrenkreuz der Bundeswehr in Gold (1984)
- Verdienstkreuz am Bande des Verdienstordens der Bundesrepublik Deutschland (1992)
- 24. März 2001: Clara-Immerwahr-Auszeichnung der IPPNW für seine öffentliche Kritik am Kosovokrieg[3]

## Werke
- Qualifikations- und Selektionssysteme für Eliten in bürokratischen Organisationen: Eine soziologische Analyse der Ausbildung und Auswahl deutscher Generalstabs- und Admiralstabsoffiziere. Hochschulverlag, Freiburg i. Br. 1980, ISBN 3-8107-2094-1.
- Der Kosovo-Konflikt. Wege in einen vermeidbaren Krieg. Nomos Verlag, Baden-Baden 2000, ISBN 3-7890-6681-8.
- Krieg als Mittel der Politik?! Vom Balkan nach Afghanistan und jetzt zum Irak? Vortrag an der Technischen Universität Dresden am 30. Oktober 2002. (Hrsg.) Dresdener Studiengemeinschaft Sicherheitspolitik (DSS) e. V: DSS-Arbeitspapiere, Dresden 2002, Heft 63, 21 S. urn:nbn:de:bsz:14-qucosa2-340799
- Weichenstellungen für einen Krieg. Internationales Krisenmanagement und die OSZE im Kosovo-Konflikt. Nomos Verlagsgesellschaft, Baden-Baden 2003, ISBN 3-8329-0150-7.